# Filaria
Filaria ist eine Gattung der Rollschwänze mit 44 Arten. Sie sind Parasiten der Unterhaut bei Raub- und Nagetieren.

## Merkmale
Filaria hat die Merkmale der Filariinae. Die Mundhöhle ist reduziert, am vorderen Ende des Ösophagus gibt es einen Kutikula-Ring. Die Amphiden sind sehr klein. Der Schwanz ist länger als die Körperbreite in Höhe des Anus. Das Hinterende der Weibchen ist abgerundet, manchmal mit feinen Stacheln besetzt, die Vulva liegt neben der Mundöffnung. Die Eier sind dickschalig und die Larve ist differenziert. Bei den Männchen hat das linke Spiculum hat eine komplexe, flügelartige Spitze.

## Systematik
Das Interim Register of Marine and Nonmarine Genera weist folgende Arten aus:
- Filaria acuta Diesing
- Filaria acutiuscula Molin, 1858
- Filaria bakerhugoti Chabaud & Mohammad, 1989
- Filaria carvalhoi FreItas & Lent, 1937
- Filaria cephalophi Chabaud & Rousselot, 1956
- Filaria cingulum Linstow, 1902
- Filaria cochleata Railliet, 1916
- Filaria conica Molin, 1858
- Filaria cordicola Linstow, 1905
- Filaria demarquayi
- Filaria dentata
- Filaria emmae Stossich, 1897
- Filaria falconis
- Filaria flabellata Linstow
- Filaria foveolata Molin
- Filaria gossi Baylis, 1923
- Filaria haje Wedl, 1862
- Filaria hominis
- Filaria hyracis (Ortlepp, 1937)
- Filaria kitti Sedlemeier, 1931
- Filaria labiata Creplin
- Filaria latala Chabaud & Mohammad, 1989
- Filaria loliginis Delle Chiaje, 1829
- Filaria martis Gmelin, 1790
- Filaria medinensis
- Filaria melis Chabaud & Mohammad, 1989
- Filaria mucronata Molin
- Filaria ninni Stossich
- Filaria obtusa Rudolphi
- Filaria obvelata Creplin
- Filaria papillosa
- Filaria perforans Molin
- Filaria piscicolah Linstow, 1906
- Filaria piscium Dujardin, 1845
- Filaria quadrispina Diesing
- Filaria quadrituberculata
- Filaria rhytipleuritis Deslongchamps, 1824
- Filaria russelli Tadros, 1964
- Filaria seguini Mathis & Leger, 1909
- Filaria serrata Linton, 1892
- Filaria spicularis Neumann, 1909
- Filaria spiricauda Leidy
- Filaria taxidae
- Filaria terebra Diesing
- Filaria tuberosa Linstow, 1906
- Filaria vesterae Chabaud & Mohammad, 1989

Synonyme sind Falaria Leidy, 1904, Fibaria Anacker, 1903, Filaraia Rudolphi, 1809, Filariu Magalhães in Silva Lima, 1877, Filarla Gistl, 1857, Fileraria Castellani & Chalmers, 1910, Filia Müller, 1897, Filiaria Campbell & Lacroix, 1907, Filiaris Anonymous, 1826, Filiria Assmuss, 1865, Filoria Nordmann, 1832, Filuria Creplin, 1846, Hyracofilaria Ortlepp, 1938, Solenonema Diesing, 1861 und Tilaria Gmelin in Linnaeus, 1790.